# 金杯 (福山競馬)
金杯（きんぱい）は福山市競馬事務局が福山競馬場のダート1600mで施行していた地方競馬の重賞競走（平地競走）である。

## 概要
1975年に創設。真夏の福山マイル王決定戦として定着していた。創設当初は6月下旬 - 7月中旬に開催されていたが、1987年からはお盆期間中に開催されていた（1997年のみ9月に開催）。
施行距離はダート1600mで施行されていたが、1997年のみはダート1800mで施行された。
出走条件は創設当初から2006年まではアングロアラブ系の中国所属馬限定。2007年からはサラブレッド系の競走馬も出走可能となり、2009年からは中国・四国地区交流競走として施行されたが、アングロアラブ系の出走が原則不可となる。馬齢は一貫して3歳（旧4歳）以上。
負担重量は定量で3歳は55kg、4歳以上は56kgで、牝馬は2kg減である。
2012年度現在の賞金総額は135万円で、1着賞金100万円、2着賞金20万円、3着賞金10万円、4着賞金5万円と定められている。

## 出走馬の選出方法
- ファン投票対象馬は施行日当日の2ヶ月前から過去1年前までの収得賞金上位40頭とし、ファン投票上位9頭で選出。残りの1頭は四国地区からの招待馬で選出。
- 公式投票カード（福山競馬場で配布）とインターネットから投票可能だが、1名につき1媒体1通限り。1名での複数枚投票（複数媒体の使用含む）は無効となる。
- 2009年からは四国所属馬が出走可能となる。

### 歴代ファン投票1位
| 回数   | 開催年 | 血種           | ファン投票1位      | 性齢 | 得票数 | 結果   |
| ------ | ------ | -------------- | ------------------ | ---- | ------ | ------ |
| 第8回  | 1982年 | アングロアラブ | ウインホープ       | 牡4  |        | 1着    |
| 第10回 | 1984年 | アングロアラブ | マグニカチドキ     | 牡4  |        | 不出走 |
| 第25回 | 1999年 | アングロアラブ | サンワテイオー     | 牡6  | 2020   | 6着    |
| 第26回 | 2000年 | アングロアラブ | パッピーケイオー   | 牡5  | 1415   | 不出走 |
| 第27回 | 2001年 | アングロアラブ | モナクマリン       | 牡4  | 1009   | 4着    |
| 第28回 | 2002年 | アングロアラブ | ユノワンサイド     | 牡4  | 1305   | 3着    |
| 第29回 | 2003年 | アングロアラブ | ホマレエリート     | 牝5  | 890    | 1着    |
| 第30回 | 2004年 | アングロアラブ | クロイチョキンバコ | 牡3  | 1415   | 10着   |
| 第31回 | 2005年 | アングロアラブ | ラピッドリーラン   | 牝5  |        | 1着    |
| 第32回 | 2006年 | アングロアラブ | ラピッドリーラン   | 牝6  | 1455   | 1着    |
| 第34回 | 2008年 | アングロアラブ | バクシンオー       | 牡5  | 359    | 不出走 |
| 第35回 | 2009年 | サラブレッド   | ナムラベンケイ     | 牡6  | 367    | 3着    |
| 第36回 | 2010年 | サラブレッド   | クラマテング       | 牡5  | 376    | 2着    |
| 第37回 | 2011年 | サラブレッド   | クラマテング       | 牡6  | 441    | 5着    |
| 第38回 | 2012年 | サラブレッド   | クラマテング       | 牡7  | 717    | 不出走 |

※判明している年のみ記載。

なお、2007年は金杯出走を賭けたアングロアラブとサラブレッドそれぞれのトライアル出走のファン投票であり、金杯はファン投票ではなかったため省略。

## 歴史
- 1975年 - 福山競馬場のダート1600mのアングロアラブ系4歳（現3歳）以上の中国所属馬限定の重賞競走「金杯」として創設。
- 1987年 - 施行時期を6月下旬 - 7月中旬から8月中旬に変更。
- 1988年
  - ローゼンホーマが史上初の3連覇。
  - 那俄性哲也が騎手として史上初の3連覇。
  - 寺田忠が調教師として史上初の3連覇。
- 1992年
  - ムサシボウホマレが史上2頭目の連覇。
  - 石井幸男が騎手と史上2人目の連覇。
  - 石井勝教が調教師として史上2人目の連覇。
- 1997年 - 観客席の改修工事に伴い、当年のみダート1800mの施行距離で9月に施行。
- 1998年 - ミナミセンプウが当競走で史上3頭目となる2度目の優勝。
- 2001年 - 馬齢表示の国際基準への変更に伴い、出走条件を「アングロアラブ系4歳以上の中国所属馬」から「アングロアラブ系3歳以上の中国所属馬」に変更。
- 2003年 - ホマレエリートが史上3頭目の連覇、かつ当競走で史上4頭目となる2度目の優勝。
- 2004年
  - 野田誠が騎手として史上2人目の3連覇。
  - 堀部重昭が調教師として史上2人目の3連覇。
- 2006年
  - ラピッドリーランが史上4頭目の連覇、かつ当競走で史上5頭目となる2度目の優勝。
  - 片桐正雪が騎手として史上4人目の連覇。
  - 那俄性哲也が調教師として史上4人目の連覇。
- 2007年 - 出走条件を「アングロアラブ系3歳以上の中国所属馬」から「混合3歳以上の中国所属馬」に変更。
- 2009年
  - 出走条件を「混合3歳以上の中国所属馬」から「サラブレッド系3歳以上の中国・四国所属馬」に変更。
  - 高知のセトノヒットが他地区の地方所属馬として史上初の優勝。
- 2011年
  - 高知の倉兼育康が騎手として史上5人目の連覇。
  - 高知の松木啓助が調教師として史上3人目の3連覇。

### 歴代優勝馬
| 回数   | 施行日        | 優勝馬             | 性齢 | 所属 | タイム | 優勝騎手   | 管理調教師 |
| ------ | ------------- | ------------------ | ---- | ---- | ------ | ---------- | ---------- |
| 第1回  | 1975年7月6日  | イダテンメリー     | 牝7  | 福山 | 1:47.5 | 藤岡鉄郎   | 寺田忠     |
| 第2回  | 1976年7月4日  | グレイトランサー   | 牡4  | 福山 | 1:48.5 | 山部昭二   | 上原齊     |
| 第3回  | 1977年7月3日  | センジユバード     | 牝6  | 福山 | 1:47.6 | 濱田輝和   | 寺田忠     |
| 第4回  | 1978年7月2日  | トクノタガミ       | 牝5  | 福山 | 1:47.9 | 桑田規繁   | 上原俊夫   |
| 第5回  | 1979年7月1日  | ヤナイエース       | 牡4  | 福山 | 1:44.9 | 藤尾育央   | 寺田寛     |
| 第6回  | 1980年6月29日 | アオバタガミ       | 牡5  | 福山 | 1:47.1 | 藤岡鉄郎   | 千同武由   |
| 第7回  | 1981年7月5日  | テルステイツ       | 牡4  | 福山 | 1:46.7 | 荻田恭正   | 上原齊     |
| 第8回  | 1982年7月11日 | ウインホープ       | 牡4  | 福山 | 1:45.8 | 高本敏明   | 東森實     |
| 第9回  | 1983年7月10日 | マグニカチドキ     | 牡3  | 福山 | 1:46.7 | 藤尾育央   | 那俄性裕   |
| 第10回 | 1984年7月15日 | ホンリユウ         | 牡5  | 福山 | 1:48.6 | 番園一男   | 楠見政徳   |
| 第11回 | 1985年7月14日 | リキハイ           | 牡4  | 福山 | 1:45.3 | 鋤田誠二   | 鋤田久     |
| 第12回 | 1986年7月13日 | ローゼンホーマ     | 牡3  | 福山 | 1:46.2 | 那俄性哲也 | 寺田忠     |
| 第13回 | 1987年8月16日 | ローゼンホーマ     | 牡4  | 福山 | 1:46.8 | 那俄性哲也 | 寺田忠     |
| 第14回 | 1988年8月14日 | ローゼンホーマ     | 牡5  | 福山 | 1:47.4 | 那俄性哲也 | 寺田忠     |
| 第15回 | 1989年8月15日 | イソルデバンガード | 牝6  | 福山 | 1:48.0 | 藤井勝也   | 弓削和彦   |
| 第16回 | 1990年8月15日 | トヨクラバイオー   | 牡4  | 福山 | 1:46.2 | 小嶺英喜   | 高畦治夫   |
| 第17回 | 1991年8月18日 | ムサシボウホマレ   | 牡4  | 福山 | 1:46.5 | 石井幸男   | 石井勝教   |
| 第18回 | 1992年8月16日 | ムサシボウホマレ   | 牡5  | 福山 | 1:48.0 | 石井幸男   | 石井勝教   |
| 第19回 | 1993年8月15日 | オールセンプー     | 牡3  | 福山 | 1:46.1 | 末廣卓己   | 寺田孝     |
| 第20回 | 1994年8月14日 | ミナミセンプウ     | 牡3  | 福山 | 1:48.4 | 小嶺英喜   | 弓削和彦   |
| 第21回 | 1995年8月16日 | スズナリキン       | 牡5  | 福山 | 1:49.3 | 片桐正雪   | 石井勝教   |
| 第22回 | 1996年8月18日 | グレートマルゼン   | 牡4  | 福山 | 1:47.8 | 鋤田誠二   | 堀部重昭   |
| 第23回 | 1997年9月28日 | ブラウンソプラノ   | 牡5  | 福山 | 2:00.4 | 片桐正雪   | 石井勝教   |
| 第24回 | 1998年8月16日 | ミナミセンプウ     | 牡7  | 福山 | 1:47.0 | 久保河内健 | 弓削和彦   |
| 第25回 | 1999年8月18日 | モンゴルムーン     | 牡6  | 福山 | 1:46.7 | 大場徳子   | 寺田寛     |
| 第26回 | 2000年8月13日 | トモシロヒット     | 牡4  | 福山 | 1:45.2 | 黒川知弘   | 高本友芳   |
| 第27回 | 2001年8月15日 | ドリーミング       | 牝5  | 福山 | 1:46.2 | 岡田祥嗣   | 田代専二   |
| 第28回 | 2002年8月15日 | ホマレエリート     | 牝4  | 福山 | 1:47.7 | 野田誠     | 堀部重昭   |
| 第29回 | 2003年8月15日 | ホマレエリート     | 牝5  | 福山 | 1:45.4 | 野田誠     | 堀部重昭   |
| 第30回 | 2004年8月15日 | ワシュウジョージ   | 牡8  | 福山 | 1:49.0 | 野田誠     | 堀部重昭   |
| 第31回 | 2005年8月14日 | ラピッドリーラン   | 牝5  | 福山 | 1:45.8 | 片桐正雪   | 那俄性哲也 |
| 第32回 | 2006年8月14日 | ラピッドリーラン   | 牝6  | 福山 | 1:48.3 | 片桐正雪   | 那俄性哲也 |
| 第33回 | 2007年8月15日 | フジノコウザン     | 牡4  | 福山 | 1:47.8 | 楢崎功祐   | 吉井勝宏   |
| 第34回 | 2008年8月17日 | ブラックパワー     | 牡10 | 福山 | 1:48.0 | 岡崎準     | 戸川吉和   |
| 第35回 | 2009年8月16日 | セトノヒット       | 牡8  | 高知 | 1:47.0 | 中西達也   | 松木啓助   |
| 第36回 | 2010年8月16日 | ホーマンクラフト   | 牡7  | 高知 | 1:45.4 | 倉兼育康   | 松木啓助   |
| 第37回 | 2011年8月15日 | マルハチゲティ     | 牡5  | 高知 | 1:45.6 | 倉兼育康   | 松木啓助   |
| 第38回 | 2012年8月19日 | コスモワッチミー   | 牡4  | 高知 | 1:44.3 | 赤岡修次   | 田中守     |

※馬齢は2000年以前についても現表記を用いる。